# Groupe Partouche
 (décembre 2021).
Si vous disposez d'ouvrages ou d'articles de référence ou si vous connaissez des sites web de qualité traitant du thème abordé ici, merci de compléter l'article en donnant les références utiles à sa vérifiabilité et en les liant à la section « Notes et références ».
Le groupe Partouche est un groupe de loisirs français (casinos, hôtels, restaurants, thermes) créé en 1973 par Isidore Partouche qui rejoint la France en 1962. 
La société est cotée à la bourse de Paris Euronext.

## Histoire
Isidore Partouche (1931-2025,) naît à Trézel (centre de l'actuelle Sougueur) en Algérie.

### Avant 1973
La famille Partouche s'installe au Touquet-Paris-Plage. En 1962 et fait l'acquisition en 1973 de son premier casino à Saint-Amand-les-Eaux, elle y installe une piste de karting, sur le parking Nord de la digue,.

### 1973-1990: développement
En 1973, Isidore Partouche, rapatrié d’Algérie où il est radioélectricien concessionnaire de la société Philips, reprend avec ses frères et sœurs le casino de Saint-Amand-les-Eaux, son établissement thermal et la source d’eau minérale. Il fait l'acquisition de casinos dans le Nord de la France (Le Touquet en 1976, Forges-les-Eaux en 1986, Dieppe en 1988 et Vichy en 1989) et crée le casino de Calais, en 1982. Il vend alors ses exploitations d’eau de source pour garder les casinos[réf. souhaitée].

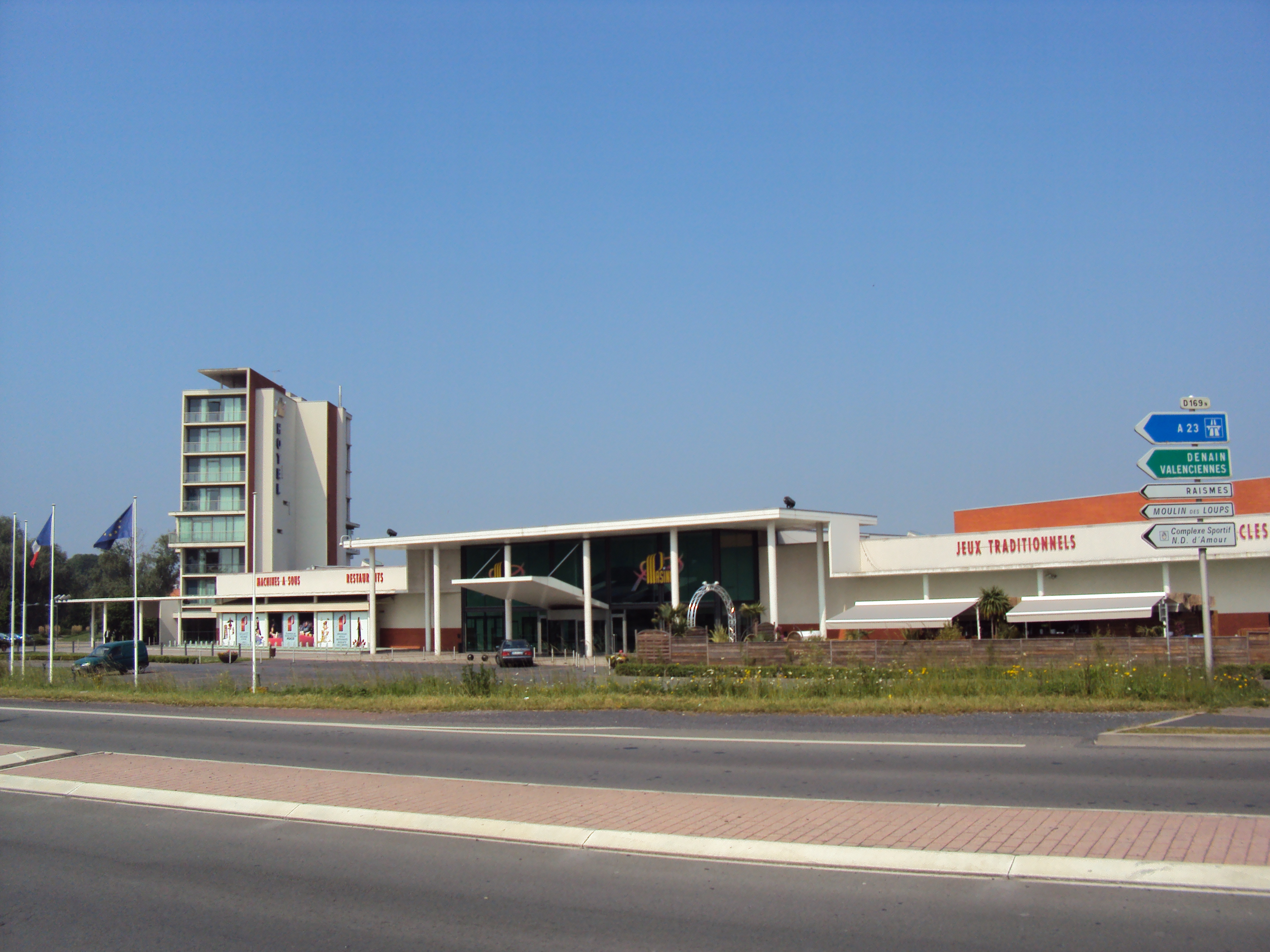
Le Pasino de Saint-Amand-les-Eaux premier casino du Groupe Partouche.

### 1991-1995: introduction en Bourse
En 1991, le Groupe achète le casino Le Lyon Vert à La Tour de Salvagny et ses filiales, les casinos de Saint-Galmier et de Juan-les-Pins puis celui de Berck (1991) et Royat (1992), et d’Aix-en-Provence, La Ciotat et Palavas (1994)[réf. souhaitée]. Il est introduit, le 29 mars 1995, au second marché de la Bourse de Paris.

### 1995-2005: diversification
Il fait l’acquisition, en 1997, de l’hôtel 4 étoiles de Juan-les-Pins devenu Le Méridien-Garden Beach, les ouvertures en 2000 du Hilton de la Cité internationale de Lyon et de l’hôtel Aquabella à Aix-en-Provence, l’achat en 2001 du Savoy (devenu 3.14) de Cannes[réf. souhaitée].
En septembre 1995, un premier casino à l’étranger intègre le Groupe à la suite du rachat du casino de la station belge de Knokke[réf. souhaitée]. S’ensuivent des créations d’établissements: celle en 1996, en collaboration avec le Club Méditerranée, d’un casino à Agadir au Maroc[réf. souhaitée], celle en 1998 du casino de Djerba en Tunisie sous la forme d’un Pasino, un centre d’animation avec établissement de jeux[réf. souhaitée], et celle en 1999 du Casino de San Roque en Andalousie[réf. souhaitée]. Le groupe intègre les casinos de Cabourg et Beaulieu-sur-Mer (1997)[réf. souhaitée], du Carlton Casino Club à Cannes (1998), dont le transfert de licence autorise la réouverture du Casino Palm Beach[réf. souhaitée], et du casino de Lyon (1999)[réf. souhaitée].
Le Groupe, comme à Djerba, ouvre en 2001 le Pasino d’Aix-en-Provence[réf. souhaitée]. En 2003, le casino de Saint-Amand-les-Eaux change de site et se transforme en Pasino, trente ans après son acquisition[réf. souhaitée].
Entre janvier et avril 2002, grâce à une contre-OPA sur la Compagnie européenne de casinos, le Groupe Partouche accueille 22 casinos supplémentaires, soit 18 en France et 4 à l’étranger. Parallèlement à de nouvelles ouvertures d’établissements (Meyrin en Suisse en 2003 et le Palais de la Méditerranée à Nice en 2004), des arbitrages sont opérés dans le parc d’établissements[pas clair][réf. souhaitée].
En 2005 est effectué le rachat du Groupe de Divonne comprenant cinq casinos dont celui de Divonne-les-Bains[réf. souhaitée].

### 2006-2013: nouvelles technologies
En avril 2006 est créé Partouche Interactive consacré au développement de jeux sur la télévision, la téléphonie mobile et Internet, qui obtiendra une licence du gouvernement de Gibraltar pour l’exploitation de jeux en ligne[réf. souhaitée]. 
En 2007, la famille Partouche refuse une offre d'achat du Groupe Partouche par Michel Ohayon,. La même année débute l’application de la nouvelle réglementation des jeux incluant notamment la possibilité de mixité des jeux et la suppression du droit de timbre à l’entrée des salles de jeux traditionnels. En novembre de la même année, le contrôle d’identité aux entrées est rendu obligatoire pour les casinos français. À ce premier frein à la fréquentation des casinos s’ajoute en 2008 l’interdiction de fumer[réf. nécessaire]. 
En  2011 est déployé Pcash (Partouche Cashless), système propriétaire permettant la suppression, à terme, de l’utilisation des jetons dans les machines à sous[réf. souhaitée].
Dans le cadre d’une augmentation de capital réservée d’un montant de 30,6 M€, lui donnant 12,52 % du capital de Groupe Partouche SA, le groupe Butler Capital Partners devient en mai 2011 un partenaire minoritaire mais actif[réf. souhaitée]. En 2012, Groupe Partouche est confronté à un environnement économique difficile (baisse du produit brut des jeux en France entraînant une dégradation sensible de la rentabilité opérationnelle du groupe). Face au recul d’activité du pôle Interactive essentiellement lié à l’inadéquation du modèle économique du poker en ligne français, pour lequel la filiale Partouche Gaming France déploie son activité, Groupe Partouche annonce en septembre 2012 la réorientation stratégique de l’activité poker au sein du groupe et la restructuration de l’activité du site de poker en ligne[réf. souhaitée]. La construction du casino de La Grande-Motte s’achève et ce nouvel établissement ouvre ses portes le 10 juillet 2012[réf. souhaitée].
Le Groupe arrête son activité Poker en ligne en France l'année suivante[réf. souhaitée].
Enfin, exposé au risque lié au non-respect d’un covenant du crédit syndiqué, pouvant entraîner l’exigibilité immédiate du capital dû, Groupe Partouche avait entrepris en juin 2013 une négociation avec le pool bancaire et, en l’absence d’accord trouvé, la holding Groupe Partouche SA a obtenu le 30 septembre 2013 l’ouverture d’une procédure de sauvegarde auprès du tribunal de commerce de Paris[réf. souhaitée].

### 2013-2015: année charnière et poursuite du redressement
En mars 2014, le plan de sauvegarde présenté par la société Groupe Partouche SA, comprenant notamment un étalement de l’échéancier de remboursement du crédit syndiqué sur près de neuf ans, est adopté à l’unanimité des membres des comités des établissements de crédit et assimilés et des principaux fournisseurs. Ce plan sera homologué par le tribunal de commerce de Paris par un jugement en date du 29 septembre 2014 mettant fin à la procédure de sauvegarde engagée un an auparavant[réf. souhaitée].
L’exercice 2014 enregistre également des cessions d’actifs (casinos d’Hauteville, Knokke et Dinant, hôtel Hilton de Lyon) dont une partie du produit de cession est allouée au remboursement anticipé du crédit syndiqué[réf. souhaitée].
En 2015, la structure financière de Groupe Partouche permet une partie du remboursement du crédit syndiqué[réf. souhaitée].

### 2015-2020
En 2018, le groupe est soupçonné dans une affaire de blanchiment d'argent dans son casino 3.14 de Cannes. Il obtiendra un non-lieu le 26 septembre 2019.
Le 2 avril 2019, le groupe Partouche annonce céder pour 11,5 millions d'euros les parts qu'il détient au sein de l'hôtel Palm Beach de Cannes, qui abritait son casino jusqu'en 2017. La cession sera finalisée lors de l'été 2019.
En juin 2019, Partouche annonce un chiffre d'affaires en hausse de 5% atteignant les 222 millions d'euros pour le premier semestre de l'année. La hausse de la fréquentation de ses établissements constitue l'explication principale de la bonne dynamique retrouvée du groupe Partouche.
En 2020, la crise liée au Covid-19 précipite une chute de moitié du chiffre d'affaires lors du deuxième trimestre en raison de la fermeture des casinos. Le chiffre baisse ainsi de 46 % à 56,9 millions d'euros sur cette période. Sur l'ensemble du premier semestre, la baisse du chiffre d'affaires est de 17,3 % à 183,6 millions d'euros.

### Depuis 2020: numérisation
Le 16 novembre 2020, Partouche lance son premier casino en ligne en Suisse, extension de son établissement à Genève. Proposé dans les trois langues nationales et en anglais, le nouveau casino en ligne a pour but de maintenir une offre dans un contexte sanitaire qui met en péril les affaires de Partouche en raison des confinements et de fermetures d'établissements répétées.
En avril 2022, Partouche annonce le lancement de Partouche Multiverse, une filiale spécialisée dans l'exploitation du Metavers,. 
Au premier semestre 2021-2022, Partouche repasse dans le vert avec un bénéfice net de 24,6 millions d'euros, contre une perte de 88 millions d'euros à la même période en 2020-2021, en lien avec la fermeture des casinos lors de la crise sanitaire. Le chiffre d'affaires de Partouche a quadruplé à 187,2 millions d'euros sur les six premiers mois de l'exercice en cours, contre 47,2 millions un an auparavant.

## Pour approfondir